# Stadion Gjilan
Das Stadion Gjilan (albanisch Stadiumi i Qytetit të Gjilanit; deutsch Stadion der Stadt Gjilan) ist ein Fußballstadion in der drittgrößten kosovarischen Stadt Gjilan. Es ist die Heimspielstätte der Rivalen KF Gjilani und KF Drita, die beide in der Superliga spielen. Die 1967 eröffnete Anlage bot auf den Rängen eine Kapazität für 15.000 Zuschauer. Nach der umfangreichen Renovierung in den Jahren 2017 bis 2021 verfügt es noch über 6.000 Plätze.